# Gilbert N. Lewis
Gilbert Newton Lewis (23. oktober 1875 i Weymouth – 23. marts 1946 i Berkeley) var en amerikansk fysisk kemiker, der er kendt for opdagelsen af kovalente bindinger, og opfindelse af elektronprikmodellen.
| Kemi | Spire Denne artikel om kemi er en spire som bør udbygges. Du er velkommen til at hjælpe Wikipedia ved at udvide den. |

1. ↑  Navnet er anført på engelsk og stammer fra Wikidata hvor navnet endnu ikke findes på dansk.
2. ↑  Navnet er anført på svensk og stammer fra Wikidata hvor navnet endnu ikke findes på dansk.